# 刘进 (人大代表)
刘进（1956年8月—），湖北恩施人，汉族，中华人民共和国政治人物、全国人民代表大会四川地区代表。
毕业于中国医学科学院麻醉专业。担任四川大学华西医院麻醉科主任。2008年起担任全国人大代表。